# Annerose
Annerose ist ein deutscher weiblicher Doppelvorname, der sich aus den Namen Anne und Rose zusammensetzt.

## Varianten
- Annerose
- Anne-Rose
- Anne Rose

## Namensträgerinnen
- Annerose Akaike (1939–2011), deutsch-japanische Ärztin und Übersetzerin
- Annerose Baier (1946–2022), deutsche Eiskunstläuferin (DDR)
- Annerose Diete (1936–2010), deutsche Balletttänzerin, Schauspielerin, Schauspiellehrerin und Hörspielsprecherin
- Annerose Fiedler (* 1951), deutsche Leichtathletin und Olympiateilnehmerin (DDR)
- Annerose Iber-Schade (1923–2020), deutsche Unternehmerin
- Anne Rose Katz (1923–2011), deutsche Journalistin, Schriftstellerin und Drehbuchautorin
- Annerose Kemp (1936–2013), deutsche Pädagogin und Studiendirektorin der Henriette-Goldschmidt-Schule
- Annerose Kirchner (* 1951), deutsche Lyrikerin und Autorin von literarischen Reportagen
- Anne-Rose Lindner (* 1990), deutsche Fußballspielerin
- Annerose Matz-Donath (1923–2022), deutsche Journalistin und Opfer des Stalinismus
- Annerose Münch (* 1939), deutsche Florettfechterin
- Anne-Rose Neumann (1935–2016), Nachrichtensprecherin des Deutschen Fernsehfunks bzw. Fernsehens der DDR
- Annerose Riedl (* 1949), deutsch-österreichische Bildhauerin
- Annerose Schmidt (1936–2022), deutsche Pianistin und Hochschullehrerin
- Annerose Zibolsky (* 1921), deutsche Politikerin (CDU/FDJ)